# トンガ海軍艦艇一覧
トンガ海軍艦艇一覧は、トンガ王国海軍が過去保有した、または現在保有する、または将来保有する予定の、未完成・計画中止を含めた歴代艦艇一覧である。
凡例

## 現有勢力（2014年現在）
- 国防予算：詳細不明
- 海軍人員：122名
- 艦船隻数：3隻

哨戒艇×3
- 航空機数：1機

陸上固定翼機×1

## 艦艇一覧（近代海軍）

### 哨戒艦艇

#### 哨戒・警備艦艇
哨戒艇
- パシフィック級哨戒艇

ネイアフ（P201 Neiafu）、パンガイ（P202 Pangai）、Savea (P203)

#### 後方支援艦艇
機動揚陸艇
- LCM-8（英語版）

レイト